# Un solo corazón
Un solo corazón é uma telenovela mexicana produzida por Patricia Lozano para a Televisa e exibida pelo Canal de las Estrellas entre 5 de setembro de 1983 e 2 de março de 1984.
Estreou às 21:00, mas a partir de 3 de outubro de 1983 foi rebaixada para as 18:00.  
Foi protagonizada por Julieta Rosen e Daniel Martin e antagonizada por Germán Robles.

## Elenco
- Julieta Rosen - Julieta
- Daniel Martin - Tomas
- Beatriz Sheridan - Pilar
- Germán Robles - Juez
- Raymundo Capetillo - Roberto
- Liliana Abud - Maria
- Yamil Atala - Carlos
- Lilia Aragón - Graciela
- Miguel Córcega - Alfonso
- Lili Inclán - Grandmother
- Patricia Davalos - Mariana
- Carmen Delgado - Catalina
- Sergio Acosta - Salvador
- José Roberto - Mauricio
- Francoise Gilbert - Ingrid
- Luz María Peña - Ada
- Otto Sirgo - Oscar Padilla
- Lucía Guilmáin - Amelia
- Guillermo Zarur - Raul
- Lourdes Munguía - Helena
- Cynthia Riveroll - Alicia
- Erik Estrada - Luis